# Gerard Sandifort

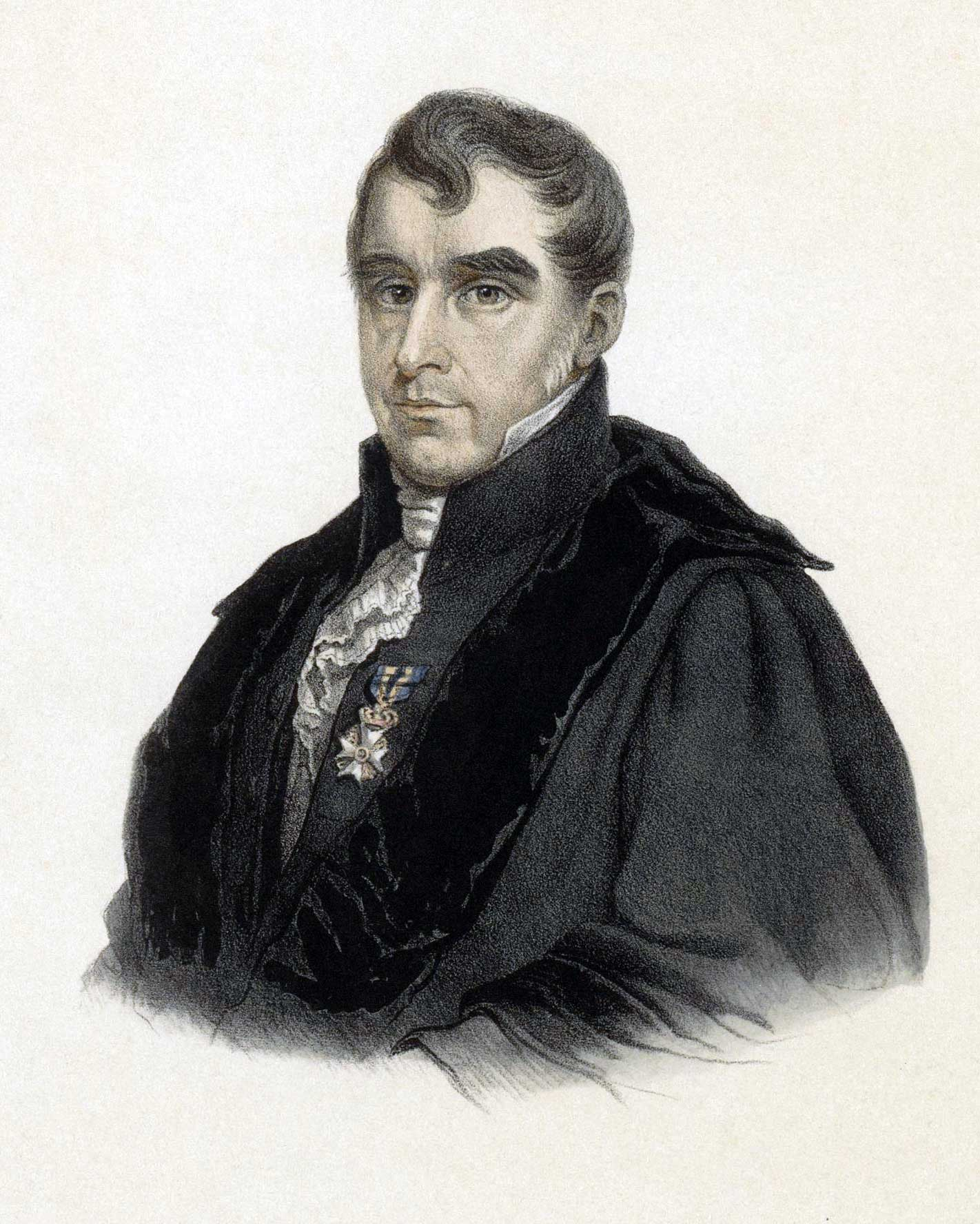
Gerard Sandifort

Gerard Sandifort (* 31. Januar 1779 in Leiden; † 5. November 1848 ebenda) war ein niederländischer Mediziner.

## Leben
Gerard Sandifort war Sohn von Eduard Sandifort und Catharina Johanna Kindeed. Der Mediziner Jan Bernard Sandifort war sein Onkel. Gerard Sandifort hatte die erste Ausbildung vom Vater erhalten. Im Alter von dreizehn Jahren hatte er vom Vater die Qualifikation erhalten, medizinische Präparate und anatomische Zeichnungen zu gestalten.
Nachdem er 1793 bereits die medizinischen Vorlesungen der Leidener Hochschule besucht hatte, wurde er am 8. Februar 1799 in die Matrikel der Universität Leiden eingeschrieben. Hier besuchte er unter anderem die Vorlesungen von Nicolaus Georgius Oosterdijk, Meinard Simon du Pui, Nicolaas Paradijs und Sebald Justinus Brugmans. Am 8. Februar 1799 wurde er als Prosector des anatomischen Theaters angestellt und arbeitete als Assistent seines Vaters. Am 31. Januar 1801 erhielt er vom Senat der Leidener Hochschule die Ehrendoktorwürde der Medizin und am 2. Februar des Jahres wurde er zum außerordentlichen Professor ernannt, wozu er die Rede de Accuratioris et subtilioris anatomes studi hielt.
Am 29. März 1805 übernahm er die Anatomievorlesungen seines Vaters, wurde gemeinsam mit seinem Vater am 4. November 1807 zum Professor der Medizin, Anatomie und Chirurgie ernannt und übernahm am 6. Juli 1812 den alleinigen Lehrstuhl dieser Fachrichtung. Als die Leidener Hochschule nach einer kurzen Phase stillgelegt war, wurde er bei der Reorganisation derselben am 16. Oktober 1815 in seiner Professur per königlichen Beschluss bestätigt. Nach dem Tod von Brugmanns war Sandifort interinsmäßiger Direktor des Hortus Botanicus in Leiden, bis schließlich Kaspar Georg Karl Reinwardt diese Aufgabe ordentlich übernahm. Für den Hortus veröffentlichte er einen Katalog desselben, welcher unter dem Titel Elenchus plantarum quae in horto Lugduno-Batavo coluntur erschien und 5081 Pflanzenbeschreibungen des Gartens enthielt.
1822 wurde er in die Deutsche Akademie der Naturforscher Leopoldina aufgenommen. Sein akademischer Beiname lautete Scarpa I.
In seiner Eigenschaft als Leidener Hochschullehrer übernahm er auch organisatorische Aufgaben an der niederländischen Hochschule. So war er in den Jahren 1824/25 und 1844/45 Rektor der Alma Mater. Bei der Niederlegung der Ämter hielt er die Reden Oratio de Prosperis et adversis, quae huic Academiae post celebratum diem natalis ducentesimum evenerunt (1825) und die ungedruckte Oratio de Sebaldo Justino Brugmans, pracelaro naturae interprete. Zudem war er auch Mitglied mehrerer Gelehrtengesellschaften seiner Zeit. So wären hier seine 1797 erfolgte Mitgliedschaft in der Gesellschaft der betrachtenden und arbeitsamen Mathematik, Bau-, Natur- und Zeichenkunde (niederländisch: Maatschappij der Beschouwende en Werkdaadige Wis-, Bouw-, Natuur- en Teekenkunde), seine am 2. Februar 1802 erfolgte fördernde Mitgliedschaft in der provinziellen Utrechtschen Gesellschaft der Künste und Wissenschaften (niederländisch: Provinciaal Utrechtsch Genootschap van Kunsten en Wetenschappen), seine 1808 erfolgte Mitgliedschaft in der holländischen Gesellschaft der Wissenschaften in Haarlem (niederländisch: Hollandsche Maatschappij der Wetenschappen) und seine am 11. Mai 1819 erfolgte Mitgliedschaft am königlichen Institut der Wissenschaften in Amsterdam zu nennen.

## Familie
Sandifort war drei Mal verheiratet. Seine erste Ehe schloss er am 28. August 1811 mit Charlotte Alexandrina Elisabeth Haack (auch Haaik. * um 1790 † 28. April 1811). Seine zweite Ehe ging er am 25. August 1815 mit Suzanna Johanna (Susette Janette) Schede (* 1788 in Amsterdam; † 1. März 1822 in Leiden), die Tochter von Joan Fredrik Schede und Alijda Binkes, ein. Seine dritte Ehe schloss er am 21. Oktober 1825 mit Louisa Johanna Clasina de Coningh (* 13. Juli 1790 in Maasland; † 10. Februar 1858 ebd.), die Tochter von Petrus Coenraad de Coningh und Catharina Wilhelmina Clara Drabbe. Von seinen Kindern kennt man:
- Eduard Charles Alexander Sandifort (* 1812 in Leiden; † 24. März 1841 in Abtsregt)
- Joan Fredrik Sandifort (* 28. Februar 1820 in Leiden; † 26. Mai 1861 ebd.) verh. 26. April 1849 mit Clara Petronerlla le Poole (* 19. Januar 1830 in Leiden; † 18. Januar 1907 in Utrecht)
- Gertrud Alida Helena Sandifort heiratete 10. November 1848 in Leiden Cornelius Lodewijk Hermsen
- Catharina Johanna Sandifort (* 1821 in Leiden; † 17. September 1873 in Delft) heiratete am 1. September 1842 in Leiden Jacobus Steur van Vrijberghe de Coningh
- Johannes Sandifort (* 12. Juni 1816 in Leiden; † 20. November 1847 in Oene)

## Schriften
- Tabulae anatomicae, situm viscerum thoracicorum et abdominalium, ab utroque latere, ut et a posteriore parte, depingentes. Praecedit observatio de aneurysmate iliacae internae. Leiden 1801–1809, 4. Bände.
- Dictata in methodum secandi Leiden 1799–1801.
- Elenchus Plantarum quae in horto Lugduno-Batavo Coluntur. Leiden 1822 (Digitalisat).
- Outleedkundige Beschrijving en Aanmerkingen over twee hoofdelooze Misgeboorten. In: Verhandelingen der Eerste Klasse van het Koninklijk-Nederlandsche Institut van K. und W. Amsterdam 1820, Band 4. S. 251, 1840 (Digitalisat).
- Ontleding der spieren van de onderkaak by een Felis pardus. In: Verhandelingen der Eerste Klasse van het Koninklijk-Nederlandsche Institut. Amsterdam 1825, Band 7, S. 261;
- Aanmerkingen omtrent de breuk van den hals van het dijbeen. In: Nieuwe Verhandelingen van de Eerste Klasse des Koninklijk – Nederlandschen Instituuts van Wetenschappen, Letterkunde en Schoone Kunsten. Amsterdam, Band 1, S. 153 (übersetzt In: Magazin der ausländischen Literatur der gesamten Heilkunde und Arbeiten des Aerztlichen Vereins zu Hamburg. Band 16, S. 292).
- Over de vorming en ontwikkeling der horens van zoogende dieren in het algemeen en van die der hertenbeesten in het bijzonder. In: Nieuwe Verhandelingen van de Eerste Klasse des Koninklijk – Nederlandschen Instituuts van Wetenschappen, Letterkunde en Schoone Kunsten. Amsterdam, Band 2; S. 67.
- Bijdragen tot de ontleedk. kennis der walvisschen (cetacea). In: Nieuwe Verhandelingen van de Eerste Klasse des Koninklijk – Nederlandschen Instituuts van Wetenschappen, Letterkunde en Schoone Kunsten. Amsterdam 1831, Band 3, S. 223.
- Beschrijving der onderkaak van een olifant, welks gedaante van den gewonen vorm afwijkt. In: Nieuwe Verhandelingen van de Eerste Klasse des Koninklijk – Nederlandschen Instituuts van Wetenschappen, Letterkunde en Schoone Kunsten. Amsterdam, Band 4, S. 57 (eingeschränkte Vorschau in der Google-Buchsuche).
- Beschr. v.h. werktuig tot vorming van het geluid bij de Simia seniculus. In: Nieuwe Verhandelingen van de Eerste Klasse des Koninklijk – Nederlandschen Instituuts van Wetenschappen, Letterkunde en Schoone Kunsten. Amsterdam, Band 5, S. 1.
- Ontleedk. beschr. van een in vele deelen misvormde vrucht van zeven maanden. In: Nieuwe Verhandelingen van de Eerste Klasse des Koninklijk – Nederlandschen Instituuts van Wetenschappen, Letterkunde en Schoone Kunsten. Amsterdam, Band 7, S. 147.
- Beschouwing van eenige zeldzaam voorkomende misvormingen van het hoofd van viervoetige dieren. In: Nieuwe Verhandelingen van de Eerste Klasse des Koninklijk – Nederlandschen Instituuts van Wetenschappen, Letterkunde en Schoone Kunsten. Amsterdam, Band 8, S. 155.
- Andreae Bonn Tabulae anatomica-chirurgicae doctrinam herniarum illustrantes. Leiden 1828.
- Ontl. beschouwing van een volwassen orang-oetan van het mannelijk geslacht. In: Verhandelingen über de Natuurlijke geschiedenis der Nederlandsche overzeesche bezittingen, door de leden der Natuurkundige commissie an Indie en switch. Leiden 1839, Mammalia Band 29, S. 56,
- Anatomie pathologique du corps humain. Paris 1833.
- Museum anatomicum Academiae Lugduno-Batavae. Leiden Band 3a. 1827 und Band 4a. 1835
- Tabulae craniorum diversarum nationum. Leiden 1834–42, 3. Bände.